# Комп'ютерна інженерія
Комп'ю́терна інжене́рія — це дисципліна, що об'єднує науку та технологію проектування, побудови, впровадження та обслуговування програмних та апаратних компонентів сучасних обчислювальних систем та комп'ютерного обладнання.
Комп'ю́терний інжене́р — це фахівець з комп'ютерних мереж і технологій. Комп'ютерні інженери, як правило, мають професійну підготовку в галузі електротехніки, програмного забезпечення та інтеграції апаратно-програмного забезпечення. Комп'ютерні інженери займаються багатьма аспектами обчислень: від проектування окремих мікропроцесорів, комп'ютерів і суперкомп'ютерів до кругового проектування. Зазвичай завдання, пов'язані з комп'ютерною інженерією, включають написання програм і мікропрограм для вбудованих мікроконтролерів, проектування надвеликих інтегральних схем, аналогових давачів, плат змішаних сигналів, а також розробку операційних систем. Комп'ютерні інженери також працюють над дослідженнями для робототехніки, які спираються на використанні цифрових систем для управління і контролю електричних систем, таких як двигуни, системи зв'язку та давачі.

## Історія
Історія комп'ютерної інженерії нерозривно пов'язана з історією комп'ютерної техніки в Україні та в цілому.

## Навчання
Комп'ютерні інженери, як правило, мають професійну підготовку в галузі електротехніки, програмного забезпечення та інтеграції апаратно-програмного забезпечення. Також вони отримують глибокі знання з таких областей як, наприклад, математичний аналіз.
Підготовка спеціалістів комп'ютерної інженерії в Україні здійснюється силами вищих навчальних закладів.

## Робота
Завдяки тому, що комп'ютерна інженерія є своєрідним «мостом» між різними дисциплінами, її спеціалісти здатні працювати у будь-якій з них. Вони займаються багатьма аспектами обчислень: від проектування окремих мікропроцесорів, комп'ютерів і суперкомп'ютерів до проектування мікросхем
.
Фахівці з комп'ютерної інженерії виконують наступні завдання:
- розроблення прикладного та системного програмного забезпечення;
- розроблення програмного забезпечення для вбудованих комп'ютерних систем;
- проектування мікропроцесорних та мікроконтролерних пристроїв;
- розроблення аналогових та гібридних плат;
- проведення досліджень для робототехніки — синтезу систем керування двигунами, давачами та іншим устаткуванням;
- проектування, налагодження та обслуговування комп'ютерних мереж;
- розробка операційних систем та інших системних програм.